# Morro São Bento (Santos)
Morro São Bento é uma bairro localizado em um morro na cidade de Santos.
É muito conhecido pelas assistências sociais, pelas tradições Portuguesas como Rancho Folclórico Típico Madeirense, Senhoras Bordadeiras, Centro Turístico, Cultural e Esportivo, Paróquia Nossa Senhora da Assunção, Projeto Samba da Mangueira nas tardes de sábado, além do turismo que está sendo muito procurado e que foi incluído na Linha conheça Santos a partir do dia 18 de julho de 2009.
O bairro conta com o menor índice de assaltos e/ou furtos da cidade, sendo considerado o bairro mais seguro de toda a Baixada Santista desde fevereiro de 2013.
O bairro conta com diversas escolas, creches e projetos sociais que buscam a inclusão de jovens desfavorecidos de todas as partes da cidade.